# Willem van Noort

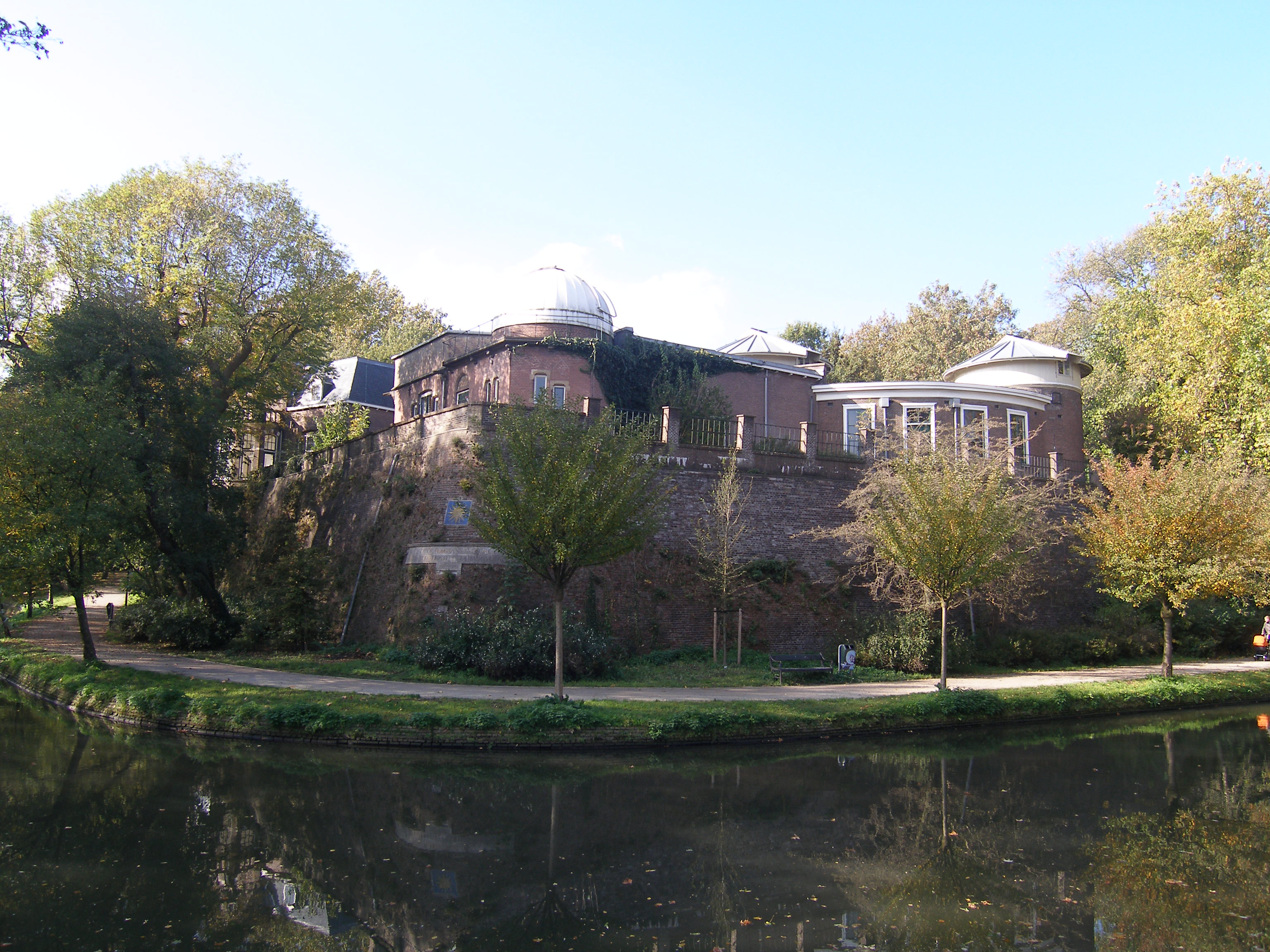
Bastion Sonnenborgh met deel van de stadsmuur

Willem van Noort (onbekend - Utrecht, 1556) was een stadsbouwmeester rond het midden van de 16e eeuw in de Nederlandse stad Utrecht.

## Levensloop
In 1535 werd Van Noort uitbetaald voor het doen van opmetingen aan de borchwallen ende ... 't opnemen der werken en het maken van diversche patronen. In 1540 werd van Noort benoemd tot stadsmetselrije meyster, waarna in 1542 hem de opdracht werd gegeven een nieuw fortificatieplan voor Utrecht te ontwerpen. In opdracht van keizer Karel V werd onder zijn leiding de Utrechtse stadsverdediging van 1544 tot 1558 gemoderniseerd met de bouw van de bastions Morgenster, Sterrenburg, Manenborgh en Sonnenborgh aan de verdedigingsgracht om de stad. Daarbij liet hij grote delen van de noordelijke en zuidelijke stadsmuur herstellen en hernieuwen.
Hij ontwierp rond 1546 voor een deel van het Utrechtse stadhuis (pand Hasenberg) een nieuwe voorgevel (renaissancekunst); de oude gevel was ontdaan van beelden die voor keizer Karel V aanstootgevend konden zijn. Samen met de Mechelse bouwmeester Marcelis Keldermans ontwierp Van Noort in 1546 tevens een kasteeltje in Hagestein (Hagestein II).
In de Utrechtse Janskerk werd vermoedelijk naar zijn ontwerp het kleine romaanse koor met crypte van 1508 tot 1539 vervangen door het huidige groots opgezette koor met zijkapellen in laatgotische stijl.

## Persoonlijk
Willems broer, Hendrik van Noort, was architect in Utrecht en trouwde met de oudste dochter van Marcelis Keldemans.

## Nagedachtenis
In de gemeente Utrecht zijn de Willem van Noortstraat en het Willem van Noortplein naar hem vernoemd.